# Bolitoglossa jugivagans
Bolitoglossa jugivagans é uma espécie de anfíbio caudado da família Plethodontidae. Está presente no Panamá. Não foi ainda avaliada pela UICN.